# Arquèves
Arquèves település Franciaországban, Somme megyében. Lakosainak száma 154 fő (2022. január 1.). Arquèves Léalvillers, Louvencourt, Marieux, Raincheval, Toutencourt és Vauchelles-lès-Authie községekkel határos.

## Népesség
A település népességének változása:
| Lakosok száma | 162  | 162  | 169  | 165  | 161  | 157  | 153  | 153  | 154  |
|               | 2013 | 2015 | 2016 | 2017 | 2018 | 2019 | 2020 | 2021 | 2022 |